# Charles de Gaulle dans les arts et la culture populaire
L'article Charles de Gaulle dans les arts et la culture populaire correspond aux nombreuses représentations artistiques et culturelles suscitées par le premier président de la Cinquième République.

## Filmographie
Le petit et le grand écran n'ont pas représenté directement Charles de Gaulle de son vivant dans des œuvres importantes mais plutôt avec des images d'archives ou des allusions au Général. Après sa mort, plusieurs films et téléfilms mettent en scène son rôle miliaire et politique.

### Cinéma
- 1946 : Images d'archives dans Mission spéciale de Maurice de Canonge.
- 1959 : Allusions dans Babette s'en va-t'en guerre de Christian-Jacque.
- 1966 :
  - Comment voler un million de dollars, acteur non crédité au téléphone qui se plaint au gardien-chef du musée du bruit de l'alarme de sécurité qu'on désactive à sa demande.
  - Martin soldat, joué par Adrien Cayla-Legrand.
  - Images d'archives dans Paris brûle-t-il ? de René Clément.
- 1968 : Phénoménal et le Trésor de Toutânkhamon, images d'archives lors du défilé sur les Champs-Élysées
- 1969 : L'Armée des ombres, joué par Adrien Cayla-Legrand.
- 1973 : Chacal, joué par Adrien Cayla-Legrand.
- 1978 : La Carapate, joué par Adrien Cayla-Legrand.
- 1983 : Le Bourreau des cœurs, joué par Adrien Cayla-Legrand.
- 1993 : Pétain, joué par Pascal Brunner.
- 1995 : Les Misérables de Claude Lelouch, lui-même à la radio lors du Débarquement de Normandie.
- 1997 : J'en suis !, joué par Yanek Gadzala.
- 2001 : Malraux, tu m'étonnes !, joué par Olivier Hémon.
- 2014 : Grace de Monaco, joué par André Penvern.
- 2014 : Un avenir radieux, court-métrage de Xavier Delagnes, joué par José Sobrecases.
- 2015 : Avril et le Monde truqué, acteur non crédité.
- 2016 : Jackie, joué par Serge Onteniente
- 2016 : Jadotville, joué par Luc Van Grunderbeeck
- 2020 : De Gaulle, joué par Lambert Wilson.
- 2026 : De Gaulle, joué par Simon Abkarian.

### Télévision

#### Téléfilms
- 1974 : The Missiles of October, joué par Ron Feinberg (en).
- 1976 : Francis Gary Powers: The True Story of the U-2 Spy Incident de Delbert Mann, joué par Marcel Hillaire.
- 1979 : Churchill and the Generals, joué par Jacques Boudet.
- 1981 : Jackie Kennedy (en) de Steve Gethers, joué par Maurice Marsac.
- 1983 : Le général a disparu d'Yves-André Hubert, joué par Georges Audoubert.
- 1990 : Moi, général de Gaulle de Denys Granier-Deferre, joué par Henri Serre.
- 2000 : Jackie Bouvier Kennedy Onassis d'après Donald Spoto, joué par Marcel Sabourin.
- 2001 : tvSSFBM EHKL (alias suRREAL FILM) de Jonathan Meades (en), joué par Lenny Fowler.
- 2002 : Jean XXIII, le pape du peuple, joué par Pavel Popandov (bg).
- 2003 : Jean Moulin, une affaire française de Pierre Aknine, joué par Jacques Boudet.
- 2004 : Ike. Opération Overlord, joué par George Shevtsov.
- 2005 : Ils voulaient tuer de Gaulle, joué par Olivier Lefevre.
- 2005 : La Visite, joué par Olivier Lefevre.
- 2005 : Le Grand Charles de Bernard Stora, joué par Bernard Farcy.
- 2008 : La Résistance, joué par François Clavier.
- 2008 : Mitterrand à Vichy, joué par Olivier Lefevre.
- 2009 : Adieu de Gaulle, adieu de Laurent Herbiet, joué par Pierre Vernier.
- 2010 : Ce jour-là, tout a changé, épisode L'Appel du 18 Juin, joué par Michel Vuillermoz.
- 2010 : The Quartering Act de Stephen Bell, joué par Mark A. Marple.
- 2010 :  Je vous ai compris : de Gaulle, 1958-1962 de Serge Moati, joué par Patrick Chesnais.
- 2011 : Accusé Mendès France, joué par Didier Raymond.
- 2012 : La Guerre du Royal Palace, joué par Didier Raymond.
- 2013 : Alias Caracalla, au cœur de la Résistance, joué par Patrice Juiff (d).
- 2015 : Pierre Brossolette ou les passagers de la lune de Coline Serreau, joué par Bernard Alane.
- 2017 : De Gaulle, le Dernier Roi de France de Patrick Rotman, joué par Samuel Labarthe.
- 2025 : Ein Tag im September de Fred Breinersdorfer, joué par Jean-Yves Berteloot.

#### Séries
- 1979 : Ike, joué par Vernon Dobtcheff.
- 1982 : Le Bébête Show, il est régulièrement imité par certains personnages.
- 1987 : Nancy Wake (en), série australienne sur Nancy Wake, joué par Christian Manon (en).
- 1988 : Les Guignols de l'info, joué par Yves Lecoq.
- 1989 : Les Simpson, acteur non crédité dans l'épisode Pour quelques milliards de plus.
- 1992 : Les Aventures du jeune Indiana Jones, joué par Hervé Pauchon.
- 2007 : Futurama : La Grande Aventure de Bender, joué par Maurice LaMarche.
- 2008 : Los hombres de Paco (9 épisodes), joué par Christophe Miraval.
- 2008 : Hellsing Ultimate épisode 5, au début duquel Alucard rêve d'abattre de Gaulle à l'instar du film Le Chacal.
- 2013 : Lazy Company, ép. Le Dernier souper, joué par François Clavier.
- 2013 : Le Golden Show, ép. Zorro contre Charles de Gaulle, joué par Monsieur Poulpe.
- 2014 : The World Wars (en), 4 épisodes de la mini-série de History Channel, joué par Don Meehan Jr. et Michael Perrie (jeunesse)
- 2017 : The Crown saison 2 épisode 8, joué par Jacques Boudet.
- 2020 : 
  - De Gaulle à la plage de Phillipe Roland.
  - De Gaulle, l'éclat et le secret de Jacques Santamaria et Patrice Duhamel, joué par Samuel Labarthe.

## Iconographie

### Caricatures

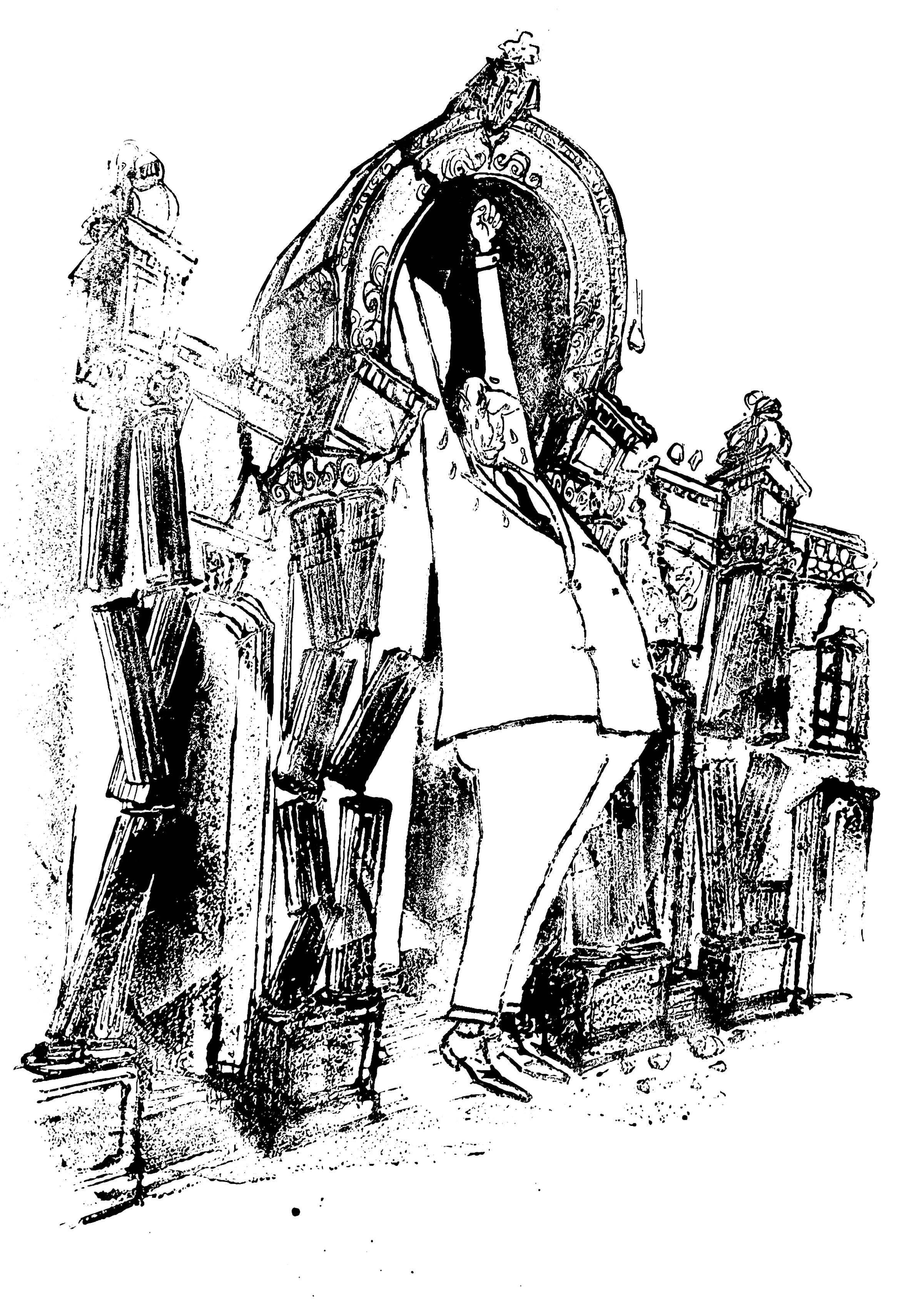
De Gaulle à l'Élysée en 1959 (dessin de Calvi, 1959).

Charles de Gaulle fait l'objet de caricatures durant toute sa vie, notamment de la part de rivaux et ennemis,. Dès Saint-Cyr, il est ainsi moqué et caricaturé pour sa grande taille, que ses condisciples associent à ses importantes ambitions. Pendant la Seconde Guerre mondiale, la presse collaborationniste du régime de Vichy publie quotidiennement des caricatures sur de Gaulle dans le but de discréditer ses actions en le présentant comme une marionnette des Alliés,. La revue allemande Simplicissimus caricature de Gaulle comme l'esclave de Moscou. À la Libération, les caricaturistes retrouvent matière dans la grande taille de Charles de Gaulle, « symbole de grandeur politique pour les uns, d'orgueil démesuré ou d'oppression pour les autres », constate Guillaume Doizy. Le 10 novembre 1944, Action publie une caricature sur la taille du général rivalisant avec la Tour Eiffel. Le 31 décembre, France Soir publie un dessin de Jean Effel dépeignant les retrouvailles entre lui et Paris libérée.
À compter du retour au pouvoir du Général en 1958, la plume des dessinateurs se polarise également sur la forme de son nez, en allongeant et métamorphosant l'appendice nasal à hauteur de l'opposition exprimée envers le chef de l'État. Cette prise de pouvoir est illustrée dans la presse en montrant que la République française est forcée par de Gaulle à passer à la Cinquième République, certains dessins rappelant aussi que les précédents régimes politiques avaient déjà été « sauvés » par un homme providentiel[pas clair]. En juin 1959, à la suite de son retour d'Alger, une caricature montre de Gaulle ayant mis au pas les militaires qui doivent se plier au pouvoir politique. La relation qu'entretint De Gaulle avec la presse fut souvent caricaturée,.
Cette forte personnalité du Général se retrouve notamment en 1960 dans « Le Miracle atomique : "Auparavant, on m'ignorait. Maintenant..." », qui le montre plus haut que l'explosion d'un champignon atomique. En 1962, David Low ironise les visions qu'a de Gaulle de l'Europe avec Dans la tête de De Gaulle. En 1964, lorsque de Gaulle visite le Mexique, la presse américaine le caricature alors en exploitant le souvenir de l'expédition du Mexique voulue par l'empereur Napoléon III, qui est assimilé au président français en fonction. La même année, lorsque la France tourne le dos à l'OTAN, une caricature du Daily Mail dépeint de Gaulle comme un Dalek pendant une réunion interarmées avec le jeu de mots « DeGaullek ». En 1965, Fritz Behrendt dépeint la vision ainsi que le rôle qu'entend jouer De Gaulle au sein de l'OTAN.
En 1967, lorsqu'il s'oppose à l'accueil du Royaume-Uni au sein du Marché commun, une caricature montre ironiquement qu'il avait lui-même été accueilli par Churchill à Londres en 1940. Durant Mai 68, des caricatures d'époque présentent de Gaulle comme un dictateur autoritaire et fasciste.
À partir de 1960, Le Canard enchaîné lui consacre chaque semaine une chronique intitulé « La Cour. Chronique du Royaume » dans laquelle de Gaulle est représenté sous les traits du monarque Louis XIV. L'hebdomadaire satirique le surnomme aussi « Mongénéral », recourant parodiquement au déterminant possessif d'usage militaire, devenu « une sorte de préfixe accolé aux noms des objets ou des domaines sur lesquels s’étendait la domination du président de la République » : « Mongouvernement », « MaFrance », etc. soulignant « la personnalisation voire la privatisation du pouvoir », observe l'historien Laurent Martin.

## Philatélie

### Timbre
Le 24 février 1990, l’administration des PTT émet un timbre-poste dans le cadre de l’« hommage à Charles de Gaulle 1890-1970 ». La dessinatrice du timbre est Huguette Sainson ».

## Littérature

### Bandes dessinées
Le neuvième art dépeint la vie de Charles de Gaulle, que ce soit sous le prisme de l'historicité, de l'uchronie ou de l'humour.
Dans la série Jour J, la mort de Charles de Gaulle à différents moments de l'Histoire est un point de divergence conduisant à plusieurs uchronies.
Dans L'Imagination au pouvoir ? (2011), sa mort dans un accident d'hélicoptère lors de sa fuite à Baden-Baden attise un peu plus la révolte de mai 68, menant à une guerre civile de deux ans, puis à la victoire des idéaux soixante-huitards.
Dans Paris brûle encore (2012), son assassinat lors des événements de mai 68, quand le palais de l'Élysée est attaqué par les manifestants, divise les armées françaises et le pays plonge alors dans huit ans de guerre civile et nucléaire, au cours desquelles Paris est détruite.
Aussi, dans Le Crépuscule des damnés (2015), dernier volet d'une trilogie où la crise du 6 février 1934 a abouti au renversement de la République et l'instauration d'un régime fasciste, Charles de Gaulle finit assassiné, mais n'a jamais été le chef de la France libre puisqu'il n'y a pas eu de Seconde Guerre mondiale.
Charles de Gaulle est une série de bandes dessinées historique et biographiques, par Jean-Yves Le Naour (scénario), Claude Plumail (dessin) et Albertine Ralenti (couleurs), avec le concours de la Fondation Charles de Gaulle. Jean-Yves Ferri a également publié une BD, De Gaulle à la plage.
En 2010, Guy Lehideux, Jean-Marie Cuzin et Yves Guéna écrivent De Gaulle, un destin pour la France aux éditions du Signe.
En 2023, Simon Treins publie  la série Tuez de Gaulle ! qui aborde les nombreux attentats contre le président de Gaulle.

## Musique

### Chansons
Charles de Gaulle fait l'objet de plusieurs chansons, que ce soient respectueuses ou satiriques.

## Musées
Divers musées ou lieux de mémoire sont dédiés à Charles de Gaulle :
- En 1972, est inauguré sur les hauteurs de Colombey-les-Deux-Églises le mémorial Général de Gaulle, signalé par une grande croix de Lorraine en granite. Le nouveau mémorial Charles-de-Gaulle, lancé le 9 novembre 2006 par Jacques Chirac et inauguré le 11 octobre 2008 par Nicolas Sarkozy et Angela Merkel, retrace au travers de Charles de Gaulle les grands événements historiques du XXe siècle.
- La maison natale de Charles de Gaulle, située à Lille. Il s’agit de la maison des grands-parents maternels de Charles de Gaulle qui y naquit en 1890. Devenue monument historique le 15 juin 1989 puis classée le 22 novembre 1990, la maison-musée commémore la vie personnelle, militaire et politique de Charles de Gaulle.
- La Boisserie, située à Colombey-les-Deux-Églises, ancienne résidence personnelle du général. La maison est devenue un musée en 1980.
- Le musée de l’Ordre de la Libération, fondé en 1970 et hébergé dans l’Hôtel des Invalides. La salle d’honneur est consacrée à Charles de Gaulle, à l’origine de cette récompense.
- L’Historial Charles de Gaulle, lui aussi hébergé dans l’Hôtel des Invalides. Inauguré en février 2008 par le président Nicolas Sarkozy, l’Historial présente sur 1 500 m2 le rôle et l’action de l’homme public, chef de la France libre et Président fondateur de la Cinquième République.

## Théâtre
En 2019, Lionel Courtot met en scène Le Crépuscule à propos de la dernière rencontre entre de Gaulle et Malraux.

## Odonymie
L'aéroport de Paris-Charles-de-Gaulle ainsi qu'un porte-avions portent le nom du Général.

## Sculptures

### Statues

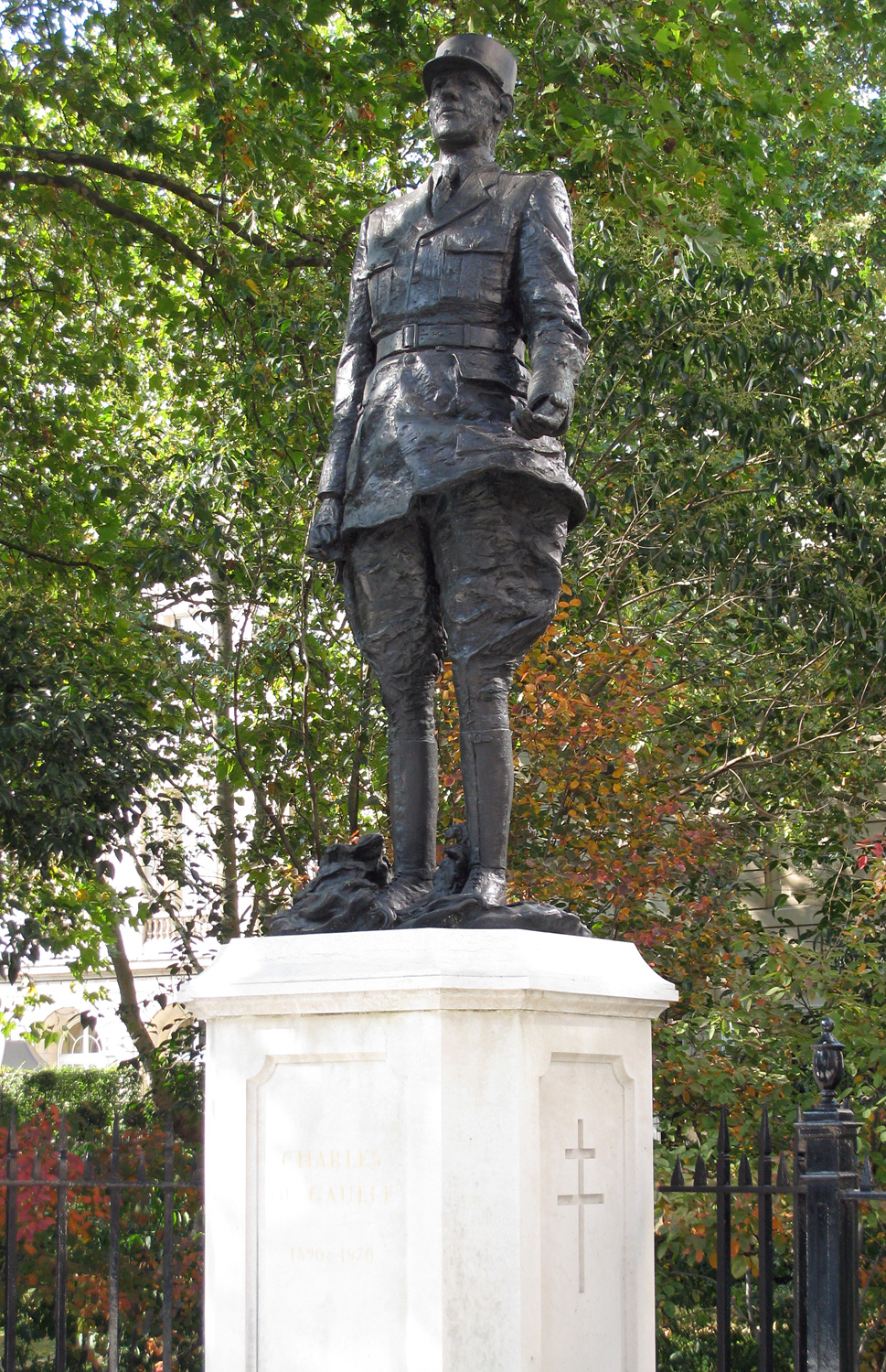
Statue à Londres.
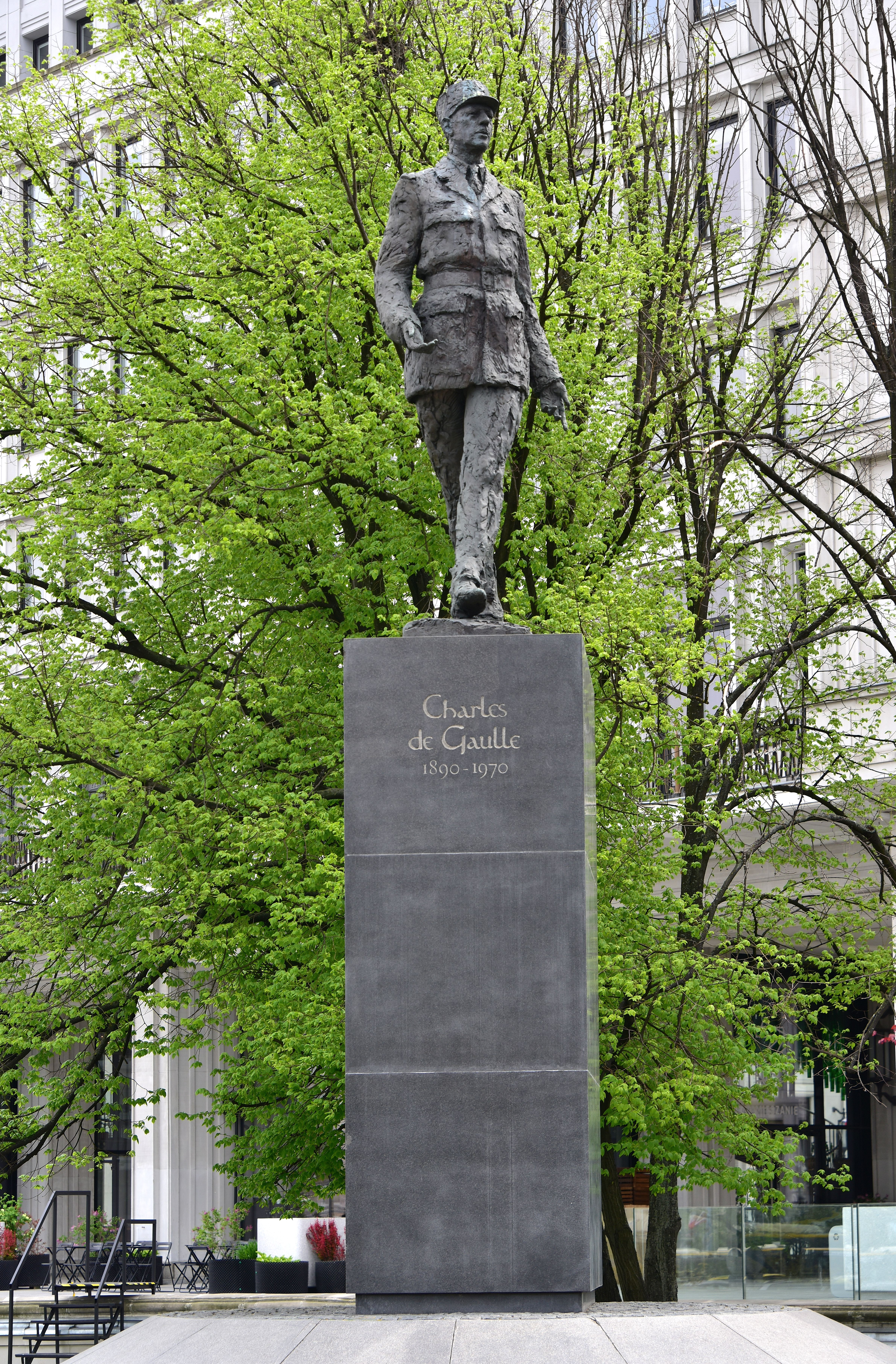
Statue à Varsovie.
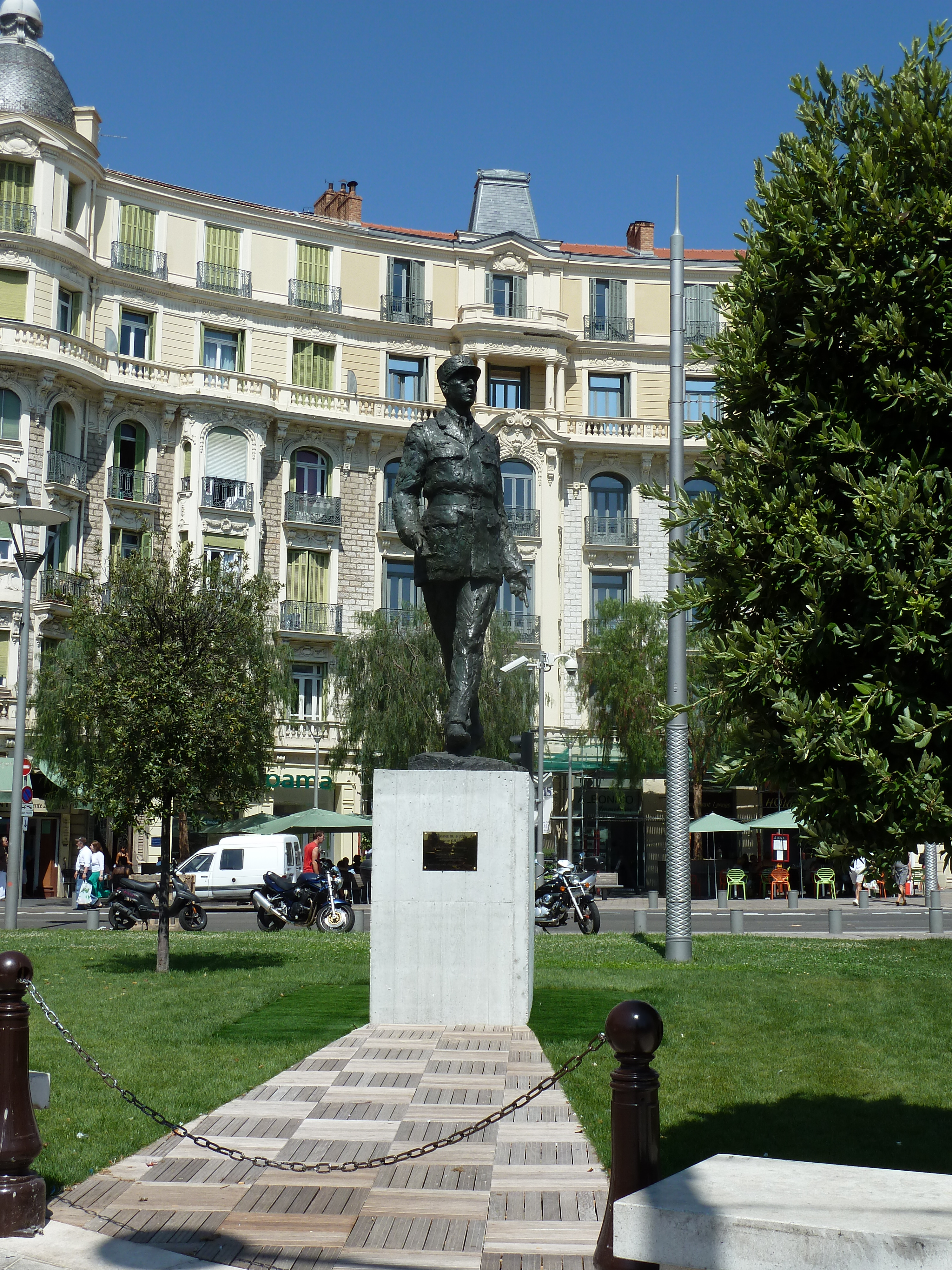
Statue à Nice.

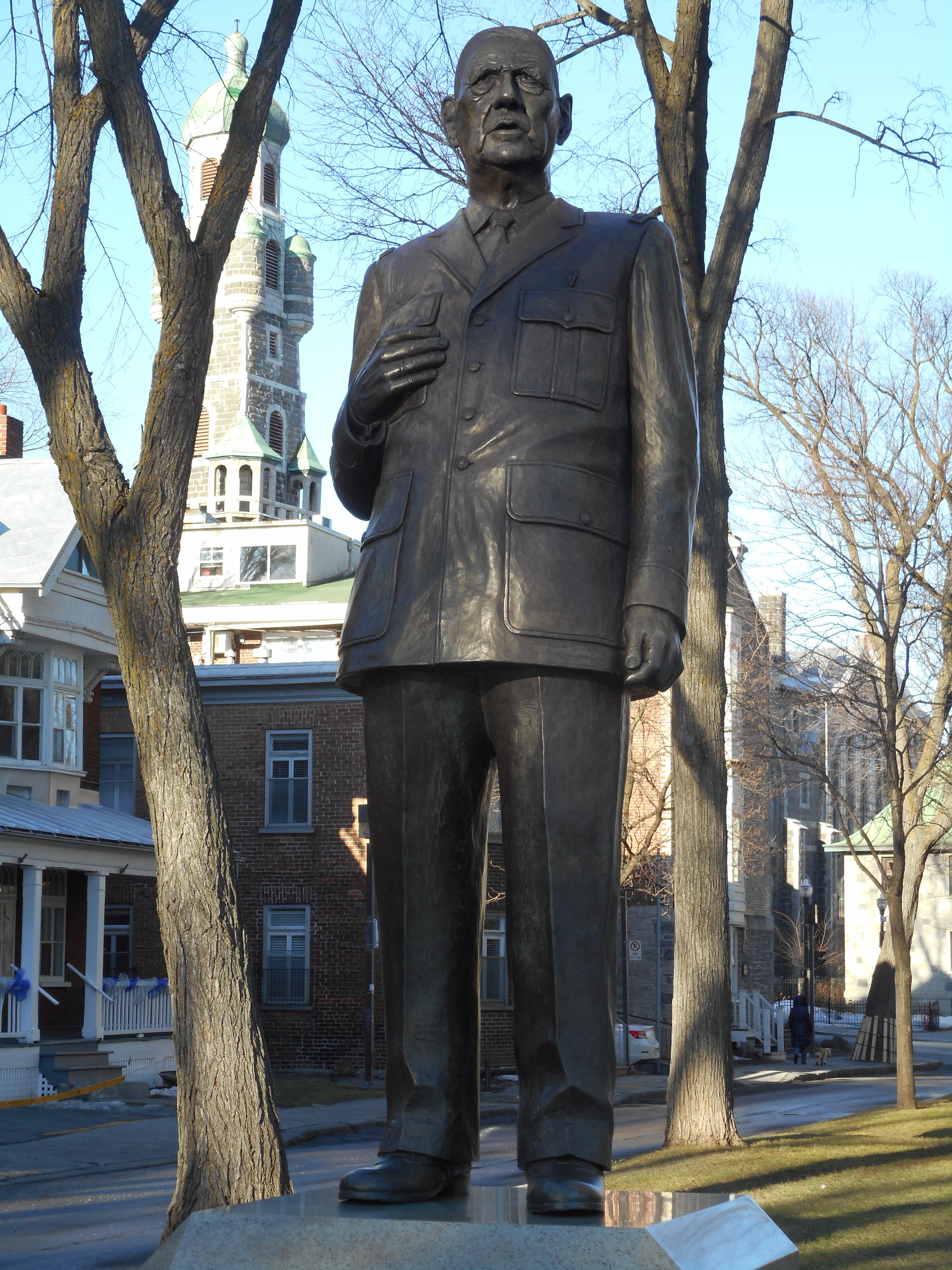
Statue à Québec aux abords de l'Hôtel Le Concorde.
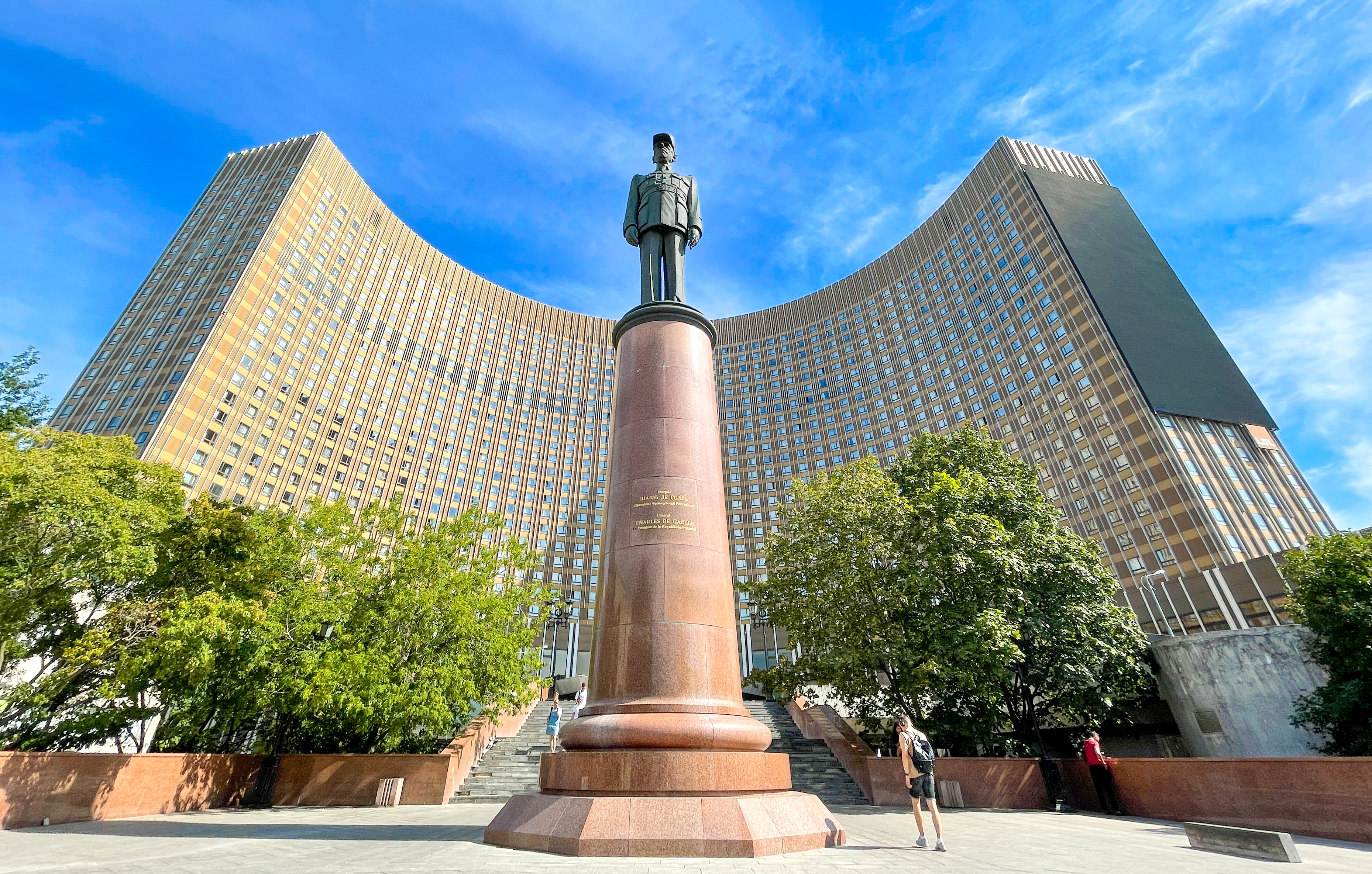
Statue devant l'hôtel Cosmos de Moscou, réalisée par le sculpteur d'origine géorgienne Zourab Tsereteli, érigée en 2005.
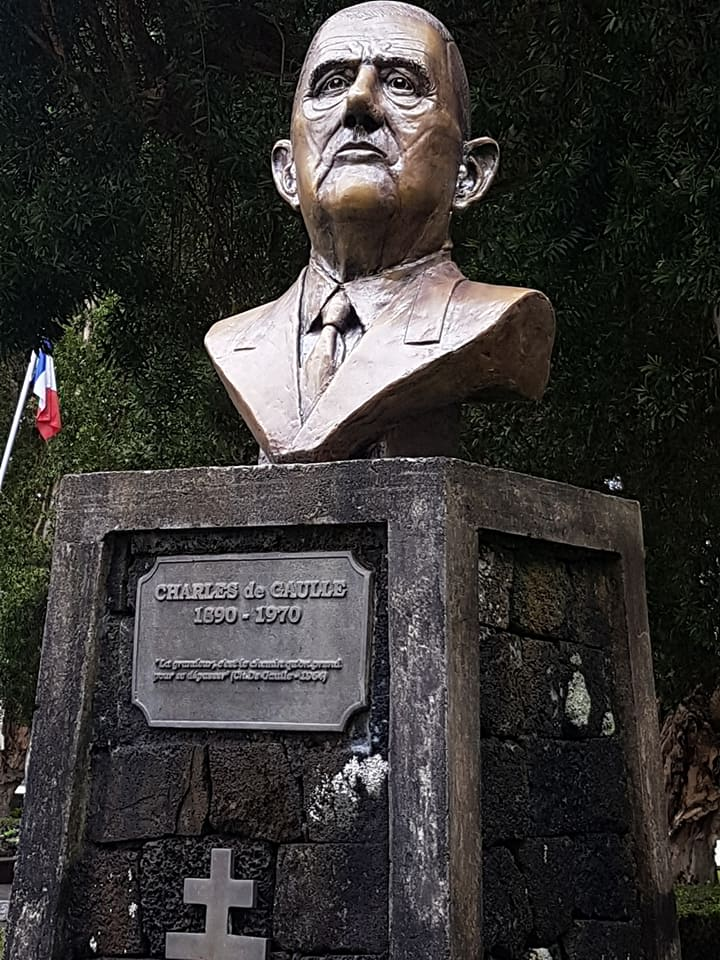
Buste de De Gaulle à La Plaine-des-Palmistes, à l'île de La Réunion, par Alexandre Guéry.

## Jeu vidéo
- 2007 : Dans Civilization IV: Beyond the Sword, la deuxième extension de Civilization IV, Charles de Gaulle est un des nouveaux dirigeants jouables disponibles grâce à l'extension, dirigeant les troupes françaises.
- 2020 : Charles de Gaulle, poursuivre le combat réalisé par l'Établissement de Communication et de Production Audiovisuelle de la Défense[30].